# Skovdal
Skovdal er en mindre bebyggelse i Jelling Sogn sydøst for Jelling beliggende på en bakkeskrænt med en højdeforskel på 50 meter fra Grejsdalens udspring i syd til Plantagevej i nord.
Skovdal er den vestligste del af Fårupgård ejerlav og er afgrænset af Jellings bys kildebække mod syd. Den vestligste af disse kildebække er lagt i dræn og løber langs det vestligste skel for matriklerne på Fårupvej 34, 36 og 38, mens den østligste kildebæk stadig løber frit ned ad bjerget mod Skovdal Mølle i Skovgade. Skovdals nordligste grænse er Fårup Moses afløb mod øst, mens Skovdal afgrænses af Grejs Å og Fårup Sø mod syd.
Historisk lå der en vandmølle kaldet Skovdal Mølle og senere en skole på stedet. Terrænforholdene har dog gjort, at en større sammenhængende bebyggelse ikke har kunnet udvikle sig, og bebyggelsen i området er derfor blevet stedvis. Vejnettet består af spredte veje i alle retninger, der imidlertid netop ved Skovdal løber sammen således, at der her dannede sig en slags vejknudepunkt.
Erhverv i Skovdal er Skovdal Kro, Fårup Sø Camping, Fårup Sø Kiosk og Ishus samt Autohjørnet, også kendt som MX5specialisterne og Autoregistrering
Tidligere erhverv i Skovdal: Skovdal Skole, Bielet (nu Skovdallund), Skovdal Forsamlingshus og gymnastiksal, pottemager, Skovdal Mølle samt utallige ishuse med forskellige placeringer.
Monumenter i Skovdal: Oldtidshulveje, Flyversten, Den nye Jellingsten, Bronzealdergravhøje samt kulturprotest i runer over nedpløjning af disse.